# Gornji Katun
Gornji Katun (cyr. Горњи Катун) – wieś w Serbii, w okręgu rasińskim, w gminie Varvarin. W 2011 roku liczyła 1357 mieszkańców.